# Andrea Casiraghi
Andrea Albert Pierre Casiraghi (La Colle, 8 giugno 1984) è il primo dei tre figli di Carolina di Monaco e del suo secondo marito Stefano Casiraghi.
È quarto nella linea di successione al trono e ha due fratelli minori, Charlotte e Pierre, e una sorellastra minore, nata dal terzo matrimonio di sua madre.

## Biografia
Il 3 ottobre 1990, quando Andrea aveva solo 6 anni, suo padre morì a causa di un incidente occorsogli durante una gara del campionato del mondo di offshore. La madre, per sottrarre i figli dall'occhio mediatico della stampa, si trasferì allora in Provenza, a Saint-Rémy-de-Provence, dove i bambini proseguirono gli studi in un ambiente il più possibile normale.
Dopo le superiori presso l'esclusiva Scuola Internazionale di Parigi, ha compiuto gli studi universitari a Parigi, laureandosi in relazioni internazionali nel 2007. Nel 2008 è stato incluso dalla rivista Forbes fra i 10 giovani reali più affascinanti al mondo.

### Vita privata
Il 4 luglio 2012 la principessa Carolina annunciò il fidanzamento di Andrea con Tatiana Santo Domingo, giovane ereditiera di origini colombiane, coetanea di Andrea e sua compagna da sette anni. Il loro primo figlio, Alexandre Andrea Stefano "Sasha" Casiraghi, è nato a Londra il 21 marzo 2013, ed è stato battezzato nel 2014, in occasione delle nozze religiose dei genitori.
Il 31 agosto 2013 Andrea e Tatiana si sposano con una cerimonia civile privatissima a Palazzo Grimaldi. Il rito civile si è tenuto nella sala in cui si era sposato anche lo zio Alberto II di Monaco, a esso è seguito una festa nei giardini del palazzo, allietato da musiche caraibiche in omaggio alla sposa. In serata, gli invitati hanno partecipato a un ballo allo Sporting d'Hiver di Monte Carlo.
Il 1º febbraio 2014 si è svolta invece, sempre in forma privata, la cerimonia religiosa a Gstaad, alle 18:30 nell'antica chiesa romanica di Saint-Nicolas a Rougemont, preceduta da festeggiamenti a tema anni settanta sulla terrazza del rifugio alpino El Eggli. Dopo la cerimonia religiosa, gli sposi hanno festeggiato con un gran ballo all'hotel Palace di Gstaad; la sposa era vestita Valentino e indossava un diadema appartenente alla suocera, Carolina di Monaco.
Il 12 aprile 2015 nasce, sempre a Londra, la loro secondogenita, India Casiraghi. La piccola viene battezzata con una cerimonia privata a Monaco a fine luglio 2015. Il 19 aprile 2018 nasce a Londra Maximilian Rainier Casiraghi, terzogenito della coppia.

## Ascendenza
|                          |                        |                               | Genitori                  |  |  | Nonni |  |  | Bisnonni |  |  | Trisnonni |  |
|                          |                        |                               |                           |  |  |       |  |  | …        |  |  | …         |  |
|                          |                        |                               |                           |  |  |       |  |  | …        |  |  | …         |  |
|                          |                        | …                             |                           |  |  |       |  |  | …        |  |  |           |  |
| 4. Giancarlo Casiraghi   |                        |                               |                           |  |  |       |  |  | …        |  |  |           |  |
|                          |                        | …                             | …                         |  |  |       |  |  |          |  |  |           |  |
|                          |                        | …                             | …                         |  |  |       |  |  |          |  |  |           |  |
|                          |                        | …                             | …                         |  |  |       |  |  |          |  |  |           |  |
| 2. Stefano Casiraghi     |                        | …                             |                           |  |  |       |  |  |          |  |  |           |  |
|                          |                        | …                             | …                         |  |  |       |  |  |          |  |  |           |  |
|                          |                        | …                             | …                         |  |  |       |  |  |          |  |  |           |  |
|                          |                        | …                             | …                         |  |  |       |  |  |          |  |  |           |  |
| 5. Fernanda Biffi        |                        | …                             |                           |  |  |       |  |  |          |  |  |           |  |
|                          |                        | …                             | …                         |  |  |       |  |  |          |  |  |           |  |
|                          |                        | …                             | …                         |  |  |       |  |  |          |  |  |           |  |
|                          |                        | …                             | …                         |  |  |       |  |  |          |  |  |           |  |
| 1. Andrea Casiraghi      |                        | …                             |                           |  |  |       |  |  |          |  |  |           |  |
|                          | 12. Pierre de Polignac | 24. Maxence de Polignac       |                           |  |  |       |  |  |          |  |  |           |  |
|                          | 12. Pierre de Polignac | 24. Maxence de Polignac       |                           |  |  |       |  |  |          |  |  |           |  |
|                          | 12. Pierre de Polignac | 25. Susana de la Torre y Mier |                           |  |  |       |  |  |          |  |  |           |  |
| 6. Ranieri III di Monaco | 12. Pierre de Polignac |                               |                           |  |  |       |  |  |          |  |  |           |  |
|                          |                        | 13. Charlotte Grimaldi        | 26. Luigi II di Monaco    |  |  |       |  |  |          |  |  |           |  |
|                          |                        | 13. Charlotte Grimaldi        | 26. Luigi II di Monaco    |  |  |       |  |  |          |  |  |           |  |
|                          |                        | 13. Charlotte Grimaldi        | 27. Marie-Juliette Louvet |  |  |       |  |  |          |  |  |           |  |
| 3. Carolina di Monaco    |                        | 13. Charlotte Grimaldi        |                           |  |  |       |  |  |          |  |  |           |  |
|                          |                        | 14. John Brendan Kelly        | 28. John Henry Kelly      |  |  |       |  |  |          |  |  |           |  |
|                          |                        | 14. John Brendan Kelly        | 28. John Henry Kelly      |  |  |       |  |  |          |  |  |           |  |
|                          |                        | 14. John Brendan Kelly        | 29. Mary Ann Costello     |  |  |       |  |  |          |  |  |           |  |
| 7. Grace Kelly           |                        | 14. John Brendan Kelly        |                           |  |  |       |  |  |          |  |  |           |  |
|                          |                        | 15. Margaret Katherine Maier  | 30. Carl Majer            |  |  |       |  |  |          |  |  |           |  |
|                          |                        | 15. Margaret Katherine Maier  | 30. Carl Majer            |  |  |       |  |  |          |  |  |           |  |
|                          |                        | 15. Margaret Katherine Maier  | 31. Margaretha Berg       |  |  |       |  |  |          |  |  |           |  |
|                          |                        | 15. Margaret Katherine Maier  |                           |  |  |       |  |  |          |  |  |           |  |